# عفيف عبد الوهاب
عفيف عبد الوهاب (1915 - 2003) هو طبيب وجراح عام وطبيب مسالك بولية ورجل أعمل وفاعل خير لبناني ولد ونشأ في منطقة مينا. بعد حصوله على درجة دكتور في الطب من الجامعة الأميركية في بيروت عام 1941 افتتح مستشفى في منطقته وبالاشتراك مع الدكتور جوزيف يامين والدكتور ريتشارد جبارة لمدة بسيطة قبل سفرة إلى السعودية عام 1949. ومرة أخرى قام بالاشتراك مع الدكتور يامين والدكتور جبارة وافتتح أول مستشفى عربي في مدينة جدة. في عام 1953 حصل على الجنسية السعودية من الملك سعود بن عبد العزيز آل سعود.